# 乱れからくり
『乱れからくり』（みだれからくり）は、泡坂妻夫による日本の推理小説。
1977年に幻影城より刊行された。第31回（1978年）日本推理作家協会賞受賞作、第79回直木賞候補作（1978年上半期）。
1979年に松田優作主演で映画化され、1982年には火曜サスペンス劇場でテレビドラマ化された。

## 書誌
- 『乱れからくり』幻影城〈幻影城ノベルス〉、1977年12月25日。
- 『乱れからくり』角川書店〈角川文庫〉、1979年4月25日。ISBN 9784041461013。
- 『乱れからくり』双葉社〈双葉文庫〉、1988年2月1日。ISBN 9784575501643。
  - 『乱れからくり 日本推理作家協会賞受賞作全集33』双葉社〈双葉文庫〉、1997年11月1日。ISBN 9784575658354。
- 『乱れからくり』東京創元社〈創元推理文庫〉、1993年9月12日。ISBN 9784488402129。

## 映画

### ストーリー
勝敏夫（松田優作）は学生時代に推理小説家を目指したが、現在は中退しギャンブルで食い繋いでいた。そんな折、経済関係の興信所、宇内経済研究会の求人を見つけ、翌日の面接で即採用。所長の宇内舞子（野際陽子）と二人で早速依頼された仕事をすることに。依頼主は玩具メーカー鶴寿堂の社長で、ねじ屋敷の主である馬割鉄馬（岸田森）。二人は製作部長である朋浩（沖雅也）と鉄馬の妻真棹（篠ひろ子）の乗る車を尾行するが、その途中で突然の事故により朋浩は死亡。鉄馬の依頼の背景には、大ヒットするはずの玩具に欠陥がみられ、莫大な負債をかかえ倒産寸前のうえ、朋浩と宗児（峰岸徹）が責任をなすりつけあっているという問題があった。やがて、馬割家の人間が次々と謎の死を遂げていく。勝は金沢へ調査に向かい、銭五遺品館で鈴木九右衛門という人物の存在を突き止める。九右衛門は鶴寿堂の初代である馬割作蔵と同一人物で、大野弁吉の数少ない弟子であった。戻った勝は真棹とねじ屋敷の地下の洞窟を探索中に隠し財産を発見。そこへ死んだはずの朋浩が地下の洞窟に現れ、勝と真棹を殺そうとするが、揉み合いの末に朋浩は井戸へ転落する。最初は生き残った真棹が犯人として疑われたが、警察は銭屋五兵衛の隠し財産目当てに、馬割家の人間をからくりによって次々に殺した朋浩と断定。しかし真の犯人は朋浩ではなかった。勝は真犯人を知りながら宇内経済研究会を辞し、再びギャンブル三昧の生活へ戻っていった。

### 出演者

#### 主なキャスト
勝敏夫 - 松田優作
主人公。群馬県生まれ。群馬県伊勢崎市内の小・中・高校を卒業後、城西大学文学部に進学し、推理作家を目指すも、自分に才能が無いことに気づき中退。体には少々自信はあるし、好奇心もある方だし、フィリップ・マーロウに憧れ、宇内経済研究会を志望。唯一真犯人を知りながら宇内経済研究会を辞め、銭屋五兵衛の隠し財産である天保銭をちゃっかり盗んでいた。25歳。
宇内舞子 - 野際陽子
宇内経済研究所長で元刑事。同僚だった奈良木に"バイコー"と呼ばれていた。
馬割鉄馬 - 岸田森
鶴寿堂の二代目であり、大正末期にねじ屋敷を建てた馬割蓬堂の息子。現在は鶴寿堂の社長で、ねじ屋敷の主。青酸性化合物による中毒死と奈良木は推測するが、実は薬ビンのなかのたった一錠のゼラチンのカプセルを運悪く飲み、死亡。三人目の犠牲者。
馬割宗児 - 峰岸徹
鉄馬の息子。鶴寿堂の営業部長。真棹を脅し、無理やり関係を持つが、茶運び人形に仕掛けられた毒針により毒殺される。二人目の犠牲者。
馬割朋浩 - 沖雅也（特別出演）
鉄馬の甥。鶴寿堂の製作部長。いとこである宗児とは仲が悪い。アメリカの国際玩具見本市に作品を出展するため、空港に向かう途中、車が炎上、爆発。全身にヤケドを負い、病院で息を引き取るが、亡くなったのは替え玉で、朋浩本人は生きていた。亡くなった替え玉も、死んでも死にきれず、真棹を絞殺しようとした。しかし真棹を殺せず、それが事件にとって最大の誤算を生み出したため、洞窟で真棹を殺そうとした。
馬割真棹 - 篠ひろ子
朋浩の妻。朋浩を空港まで見送る途中、事故にまきこまれ、無事助け出される。宗児に脅され、無理やり不倫関係を持たされ、朋浩は妻の不貞をおそらく知っていた、香尾里は朋浩に同情していた、と勝に告白する。最初犯人として疑われたが、死んだはずの朋浩が再び登場したことから、無実が証明され、飛行機で日本をあとにする。しかし実は殺しのからくりを仕掛けた事件の真犯人。
馬割香尾里 - 結城しのぶ
宗児の妹。銃弾が仕込まれた万華鏡を覗き、弾丸が右目を直撃し、死亡。死ぬ前に"枯れ井戸"という言葉を残す。一人目の犠牲者。
奈良木警部 - 田中邦衛
西原署の警部。同僚の刑事だった舞子に"奈良漬け"と呼ばれていた。
京堂刑事 - 山西道広
西原署の刑事。香尾里が死亡して、宗児の部屋から香尾里を殺害した証拠物件の凶器だと言い、ライフル銃を奈良木のところに持ってくるが、「何年やってんだ！」と奈良木に怒鳴られる。
宝田老人 - 北見治一
銭五遺品館で、勝に銭屋五兵衛の生涯、大野弁吉と銭屋五兵衛について説明する。

#### その他のキャスト
- 津路清子
- 神山勝
- 丸山秀典
- 和田瑞穂
- 西村和夫
- 東條きよし
- 前田哲郎
- 結城なほ子
- 松下容子
- 藤田康之

その他、オープニングで、勝が食事する焼き鳥屋の主人を泡坂妻夫が演じている。

### スタッフ
- 監督 - 児玉進
- 製作 - 田中文雄
- 脚本 - 永原秀一
- 原作 - 泡坂妻夫
- 撮影 - 上田正治
- 美術 - 樋口幸男
- 録音 - 林頴四郎
- 照明 - 小島正七
- 編集 - 池田美千子
- 擬斗 - 宇仁貫三
- 音楽 - 大野雄二[2]
- 音楽編集 - 鈴木清司
- 整音 - 西尾昇
- 録音スタジオ - 東宝録音センター
- 効果 - 東宝効果集団
- 現像 - 東京現像所
- 協力 - 立川昭二、銭五遺品館
- 東宝映画作品

### 同時上映
『黄金のパートナー』
- 東宝映画作品。監督：西村潔。主演：三浦友和、藤竜也。

## テレビドラマ
円谷プロダクション制作による火曜サスペンス劇場作品の第1弾。元円谷プロのスクリプターで『火曜日の女シリーズ』を担当していた宍倉徳子との繋がりにより円谷プロの火サス参加が実現した。隕石落下や巨大迷路の場面などを特撮で映像化している。
宇内舞子の経歴は元タカラジェンヌという設定に変更された。当初のプロットでは原作通りであったが、結婚により引退していた元タカラジェンヌの古城都がキャスティングされたことによる。

### キャスト
- 宇内舞子 - 古城都
- 勝敏夫 - 柴田恭兵
- 馬割真棹 - 新藤恵美
- 馬割宗児 - 中尾彬
- 馬割鉄馬 - 岸田森
- 馬割朋浩 - 菅貫太郎
- 馬割香尾里 - 坪田直子
- 楢木刑事 - 草野大悟
- 角海老 - ガッツ石松
- キツネ - 峰のぼる
- 江崎英子、棟理佳

### スタッフ（テレビドラマ）
- 監督 - 佐藤肇
- 脚本 - 大和屋竺
- 企画 - 小坂敬、山本時雄
- プロデューサー - 山口剛、宍倉徳子
- 音楽 - 木森敏之
- 撮影 - 横手丘二
- 照明 - 岸田国夫
- 録音 - 青木左吉
- 美術 - 山口修
- 編集 - 武田うめ
- 助監督 - 中島俊彦
- 効果 - 伊藤克巳
- 記録 - 中井妙子
- 色彩計測 - 小口章
- 装飾 - 松本良二
- 操演 - 岸浦秀一
- MA - 整音スタジオ
- 現像 - 東京現像所
- 製作 - 日本テレビ、円谷プロダクション